# EN17
A Estrada Nacional n° 17 ou Estrada da Beira é uma estrada nacional portuguesa, que liga Coimbra a Celorico da Beira, no distrito da Guarda, tendo uma extensão total de 129 quilómetros e percorre os distritos de Coimbra e Guarda.

Esta estrada tem tido um tráfego elevado, devido à pouca fluidez do IC 6 e do IC 7. Aqui têm ocorrido vários acidentes ao longo dos anos, pois esta estrada inclui trajectos que são perigosos para os condutores. Estes problemas referem-se no troço entre Seia e Oliveira do Hospital, onde o IC 6 não chega a essa região.
É a principal estrada nacional que liga o interior de Portugal e litoral a Espanha (apanhando a A25 em Celorico da Beira no sentido Aveiro-ESPANHA). Durante o fim de semana, esta estrada tem um tráfego elevado devido à movimentação de camiões vindos de Espanha até às indústrias do distrito de Coimbra.

## Percurso[1][2]
| Localidades Intermédias                                      | Acesso                                                | Estrada que liga |
| ------------------------------------------------------------ | ----------------------------------------------------- | ---------------- |
| Coimbra                                                      | Viseu Lisboa - Porto                                  | IP 3 IC 2 - N1   |
| Portela                                                      | Penacova                                              | N110 (norte)     |
| Ceira                                                        | Tomar - Condeixa Almalaguês                           | A 13 N110 (sul)  |
| Segade                                                       | Semide - Miranda do Corvo                             | N17-1            |
| Covelos                                                      | Foz de Arouce                                         | N236             |
| Ponte Velha                                                  | Lousã - Foz de Arouce                                 | N236 (variante)  |
| Entroncamento de Poiares                                     | Vila Nova de Poiares - Góis                           | N2               |
| São Miguel de Poiares                                        |                                                       |                  |
| Catraia dos Poços                                            | IP 3 - Arganil / Tábua                                | IC 6             |
| Troço desclassificado devido à construção do IC6             |                                                       |                  |
| Moita da Serra                                               | Arganil                                               | N342-4           |
| Gândara de Espariz                                           | Tábua                                                 | IC 6 N337        |
| Lourosa                                                      | Candosa                                               | N337-4           |
| Vendas de Galizes                                            | Covilhã - Ponte das Três Entradas                     | N230 (sul)       |
| Oliveira do Hospital - Chamusca da Beira Catraia de São Paio | Nelas - Carregal do Sal                               | N230 (norte)     |
| Seia                                                         | Nelas - Loriga                                        | N231             |
| Gouveia                                                      | Mangualde - Manteigas                                 | N232             |
| Celorico da Beira                                            | Viseu - Guarda Bragança - Trancoso Fornos de Algodres | A 25 IP 2 N16    |